# Disney Worldwide Services
Disney Worldwide Services est une filiale de la Walt Disney Company fondée en 1989 pour superviser ses activités de lobbying.
Dans une interview de 2016, la directrice chargé de l'environnement Beth Stevens indique que Disney, au travers de Disney Worldwide Services, s'implique dans de nombreux sujets environnementaux comme la COP21, la protection animale avec le Disney Conservation Fund, la protection de l'environnement avec le Disney Wilderness Preserve et la sensibilisation avec les productions de Disneynature.

## Historique
En 1989, la société fonde une filiale baptisée Disney Worldwide Services pour superviser ses activités de lobby. Les dépenses trimestrielles de lobbyisme sont régulièrement publiées dans la presse :
- quatrième trimestre 2008 : 1,51 million d'USD[2] ;
- premier trimestre 2009 : 1,33 million d'USD[3] ;
- second trimestre 2009 : 1,26 million d'USD[4] ;
- troisième trimestre 2009 : 1,24 million d'USD[2] ;
- quatrième trimestre 2009 : 1,09 million d'USD[2] ;
- premier trimestre 2010 : 1,25 million d'USD[3] ;
- second trimestre 2010 : 0,78 million d'USD[4] ;
- troisième trimestre 2010 : 0,93 million d'USD[5] ;
- premier trimestre 2011 : 1,4 million d'USD[6] ;
- second trimestre 2011 : 0,73 million d'USD[7] ;
- troisième trimestre 2011, 0,6 million d'USD[5].

Au premier trimestre 2010, une partie du lobbying a consisté à soutenir un projet d'accès Internet haut débit à l'échelle nationale. 

### Limitation des jeux d'argent en Floride
En octobre et novembre 2011, la presse américaine indique que Disney et l'état de Floride sont en désaccord au sujet de l'implantation de nouveaux casinos en Floride,.
Le 29 novembre 2011, la chambre de commerce de Floride et la Walt Disney Company s'affrontent au sujet d'une ordonnance qui devrait autoriser la création de trois hôtels-casinos à 2 milliards d'USD en Floride dans les comtés de Miami-Dade et Broward dont l'un porté par le groupe malaisien Genting.
Le 2 octobre 2013, la seconde partie d'un rapport demandé par la chambre de commerce de Floride est publié et précise que la construction de casinos seront générateurs de revenus. Le 27 octobre 2013, Disney stoppe les licences accordées par Marvel et Lucasfilm aux éditeurs de jeux d'argents comme les machines à sous et un représentant de Disney World explique que Disney milite pour limiter les hôtels-casinos en Floride,.
Le 11 mai 2017, le service Division of Elections indique que parmi les donateurs au projet de limitation des jeux d'argent en Floride, la société Disney Worldwide Services a contribué en Avril 2017 pour 250 000 USD sur 287 675 USD
Le 14 août 2017, le même service mentionne que Disney Worldwide Services a fait un chèque de 500 000 USD en juillet pour limiter les jeux d'argent. Selon les chiffres publiés en septembre 2017, Disney Worldwide Services contribue en août 2017 à hauteur de 600 000 USD la limitation des casinos en Floride. Et le mois en octobre, le service ajoute 575 000 USD supplémentaires pour septembre 2017. Le 12 novembre 2017, la tribu séminole de Floride et Disney Worldwide Services ont dépensé 1,55 million d'USD en Octobre 2017 pour lutter contre un amendement élargissant les jeux d'argent en Floride, dont 550 000 USD de Disney.
Le 18 avril 2018, le Tampa Bay Times annonce que Disney Worldwide Services a donné 105 000 USD en mars 2018, totalisant au moins  4,7 millions ou 70 % des sommes reçus par le comité anti casino de Floride. Le 10 mai 2018, Disney et la tribu séminole de Floride ont chacun donné 5 millions d'USD en avril,. Le 10 août 2018, Fox 35 annonce que Disney Worldwide Services et la tribu séminole de Floride ont versé 5 millions d'USD chacun durant le mois de juillet pour un amendement prévu en novembre sur les casinos en Floride. Le 29 septembre 2018, Associated Press annonce les mêmes sommes pour le mois de septembre 2018. Le  17 octobre 2018, Disney et les tribus séminoles de Floride ont déboursé 36 millions d'USD dont 20 pour Disney pour soutenir un amendement limitant les casinos en Floride dont le vote est prévu en novembre 2018. 
Le 7 novembre 2018, lors des élections de mi-mandat, Disney et la tribu séminole de Floride propriétaire de la marque Hard Rock Cafe ont obtenu l'approbation d'un amendement contre l'extension des casinos en Floride.